# Julia Pastrana

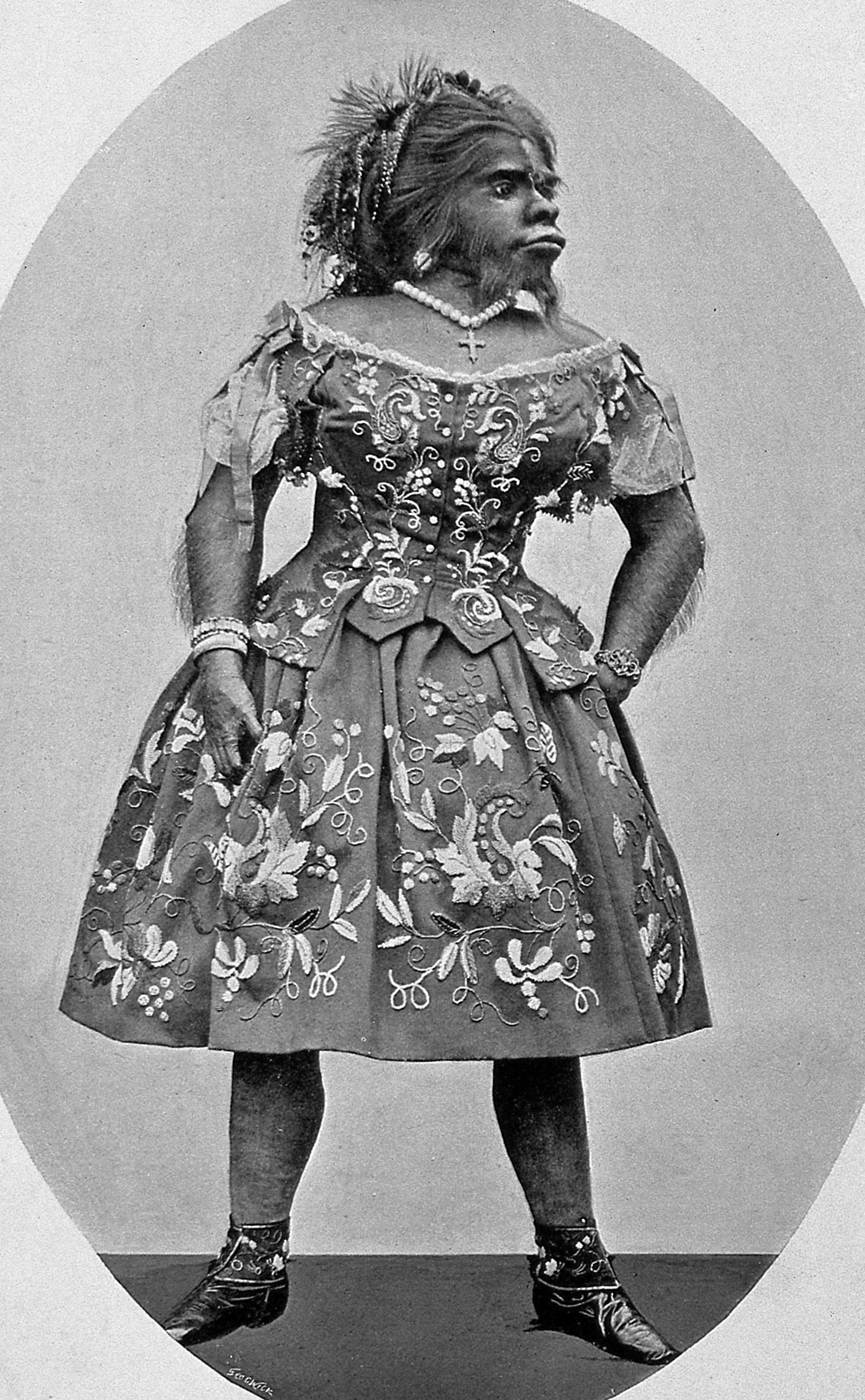
Julia Pastrana

Julia Pastrana (1834–1860) là một vũ nữ người México bị chứng tăng lông tóc và cô đã từng biểu diễn vào thế kỷ 19 ở châu Âu.
Căn bệnh mà cô mắc phải là bệnh vô phương cứu chữa; do vậy, toàn bộ mặt và cơ thể cô bị bao phủ bởi những sợi lông màu đen. Đôi tai và mũi của cô cũng có độ lớn bất bình thường. Hàm răng không đều và cũng dị thường.
Theodor Lent là người đã phát hiện ra Pastrana và mua lại cô từ một người có vẻ như là mẹ của cô. Lent đã dạy cô nhảy và chơi nhạc, sau đó mang cô đi trình diễn khắp thế giới với cái tên "Bearded and Hairy Lady". Julia cũng học đọc và viết được ba loại ngôn ngữ. Thậm chí họ còn tổ chức lễ cưới và cô mang thai sau đó. Julia là một người phụ nữ thông minh, ngọt ngào và thú vị. Cô rất thích đọc. Các tua diễn đã giúp cô thoát khỏi cảnh nghèo từ khi mới được sinh ra và cho cô được đi lưu diễn khắp thế giới.
Trong một tua diễn ở Moskva, Pastrana đã sinh ra một đứa bé bị biến dạng và có đặc điểm tương tự như cô. Đứa bé sống được 3 ngày còn Pastrana chết vì bị biến chứng sau khi sinh.
Lent đã không hoãn tua diễn; ông đã liên hệ với một giáo sư người Nga tên là Sokoloff để tiến hành ướp xác Julia cùng đứa bé và sau đó cho họ trong tủ kính để trưng bày trong tua diễn. Ông ta thậm chí còn tìm một người phụ nữ có đặc điểm tương tự rồi cưới người đó và đặt tên là Zenora Pastrana. Sau này Lent đã chết vì một căn bệnh về não - một trong những hành động cuối cùng của ông ta là chạy trên cầu, vứt tiền xuống sông.
Xác ướp của Julia đã biến mất trong vài năm và người ta cho rằng chúng đã bị mất. Vào năm 1921 chúng được tìm thấy ở Na Uy và được trưng bày cho đến giữa thập niên 1970, chính phủ Na Uy đã đe dọa tịch thu chúng. Hai xác ướp bị ăn cắp vào năm 1979 nhưng sau này đã được tìm thấy và được lưu giữ tại Viện Oslo Forensic, nơi chúng được tìm thấy vào năm 1990.